# Canton de Latour-de-France
Le canton de Latour-de-France est une ancienne division administrative française, située dans le département des Pyrénées-Orientales et la région Languedoc-Roussillon.
Depuis 2015, toutes ses communes appartiennent au canton de la Vallée de l'Agly.

## Composition
Le canton de Latour-de-France groupait 10 communes :
| Nom                          | Code Insee | Intercommunalité                    | Superficie (km2) | Population (dernière pop. légale) | Densité (hab./km2) |
| ---------------------------- | ---------- | ----------------------------------- | ---------------- | --------------------------------- | ------------------ |
| Latour-de-France (chef-lieu) | 66096      | CC Agly Fenouillèdes                | 13,94            | 1 048 (2014)                      | 75                 |
| Bélesta                      | 66019      | CC Roussillon Conflent              | 20,52            | 232 (2014)                        | 11                 |
| Caramany                     | 66039      | CC Agly Fenouillèdes                | 14,00            | 150 (2014)                        | 11                 |
| Cassagnes                    | 66042      | CU Perpignan Méditerranée Métropole | 15,16            | 260 (2014)                        | 17                 |
| Estagel                      | 66071      | CU Perpignan Méditerranée Métropole | 20,83            | 2 053 (2014)                      | 99                 |
| Lansac                       | 66092      | CC Agly Fenouillèdes                | 5,20             | 103 (2014)                        | 20                 |
| Montner                      | 66118      | CU Perpignan Méditerranée Métropole | 10,98            | 328 (2014)                        | 30                 |
| Planèzes                     | 66143      | CC Agly Fenouillèdes                | 6,16             | 109 (2014)                        | 18                 |
| Rasiguères                   | 66158      | CC Agly Fenouillèdes                | 13,72            | 166 (2014)                        | 12                 |
| Tautavel                     | 66205      | CU Perpignan Méditerranée Métropole | 53,47            | 879 (2014)                        | 16                 |

## Histoire
Le canton de La Tour existe dès 1790. À partir de 1801, il est nommé canton de Latour ou canton de Latour-de-France.
Le canton d'Estagel est supprimé en 1801. Les communes d'Estagel, Montner et Tautavel sont intégrées au canton de Latour.
Le 29 mars 1936, la commune de Montalba-le-Château passe du canton de Latour-de-France au canton de Vinça. Par la même occasion elle passe alors de l'arrondissement de Perpignan à l'arrondissement de Prades.

## Représentation

### Conseillers généraux de 1833 à 2015
| Période                                  | Période          | Identité                             | Étiquette                | Qualité |
| ---------------------------------------- | ---------------- | ------------------------------------ | ------------------------ | --- |
| 1833                                     | 1842             | Grégoire Gironne                     |                          | Propriétaire à Latour                                                                                       |
| 1842                                     | 1843             | Jacques Méric                        |                          | Banquier |
| 1843                                     | 1848             | Bruno Magloire de Lafabrègue         |                          | Avocat à Perpignan Ancien substitut du Procureur du Roi à Perpignan                                         |
| 1848                                     | 1852             | Clément Ducruc                       |                          | Inspecteur des écoles primaires à Perpignan Maire d'Estagel (1825-1830)                                     |
| 1852                                     | 1863 (décès)     | Jean Jacques Pierre Napoléon Lloubès |                          | Maire de Perpignan (1848-1852)                                                                              |
| 1864                                     | 1880 (décès)     | Justin Massot                        | Républicain              | Docteur en médecine à Perpignan                                                                             |
| 1880                                     | 1881 (démission) | Théophile Julia (1828-1894)          | Républicain              | Médecin-major de 2ème classe                                                                                |
| 1881                                     | 1886             | Eugène Ramon                         | Républicain              | Ancien conseiller général du Canton de Millas                                                               |
| 1886                                     | 1892 (démission) | Joseph Triquéra (1827-1895)          | Républicain opportuniste | Négociant à Estagel                                                                                         |
| 1892                                     | 1898 (décès)     | Philippe Morat                       | Républicain              | Maire d'Estagel (1896-1899), conseiller d'arrondissement                                                    |
| 1899                                     | 1903 (décès)     | Joseph Durand                        | Rad.                     | Pharmacien à Estagel                                                                                        |
| 1904                                     | 1904             | Elie Delcros                         | Rad.                     | Avocat - Sénateur (1897-1904) Maire de Perpignan (1890-1892)                                                |
| 1904                                     | 1928             | Joseph Soubielle                     | Socialiste puis SFIO     | Cultivateur - Maire d'Estagel (1904-1935)                                                                   |
| 1928                                     | 1940             | Hippolyte Marty                      | Rad. (Camille Pelletan)  | Négociant en vins Maire de Latour-de-France                                                                 |
|                                          |                  |                                      |                          | |
| 1945                                     | 1951             | Marcel Barrère                       | PCF                      | Agriculteur à Estagel                                                                                       |
| 1951                                     | 1964             | Arthur Conte                         | SFIO puis RGRIF          | Journaliste Député (1951-1962 ; 1968-1973)                                                                  |
| 1964                                     | 1976             | Émile Montagné                       | SFIO puis PS             | Commis au Trésor Maire d'Estagel (1959-1976)                                                                |
| 1976                                     | 2008             | Antoine Sarda                        | PCF                      | Professeur d'histoire Maire d'Estagel (1976-2001)                                                           |
| 2008                                     | 2015             | Guy Ilary                            | SE                       | Maire de Tautavel (1978-2020) Président de l'association des maires et des adjoints des Pyrénées-Orientales |
| Les données manquantes sont à compléter. |                  |                                      |                          | |

### Historique des élections

#### Élection de 2008
Les élections cantonales de 2008 ont eu lieu les dimanches 9 et 16 mars 2008. 
| Candidat        | Parti | %       | Voix |
| --------------- | ----- | ------- | ---- |
| Guy Ilary       | SE    | 52,20 % | 1757 |
| Raymond Manchon | PCF   | 47,80 % | 1609 |

Abstention : 15,41 % au premier tour ; 14,50 % au second tour.

### Conseillers d'arrondissement (de 1833 à 1940)
| Période                                  | Période          | Identité                               | Étiquette   | Qualité |
| ---------------------------------------- | ---------------- | -------------------------------------- | ----------- | --- |
| 1833                                     | 1836             | Joseph Clément Ducruc                  |             | Négociant à Estagel                                                                                         |
|                                          |                  |                                        |             | |
| 1839                                     | 1848             | Joseph Armand Désiré Bauby (1787-1859) |             | Notaire à Latour-de-France                                                                                  |
|                                          |                  |                                        |             | |
|                                          | 1885 (démission) | M. Chichet                             |             | |
|                                          |                  |                                        |             | |
| 1889                                     | 1892             | Philippe Morat                         | Républicain | Propriétaire à Estagel                                                                                      |
| 1919                                     | 1937             | Paul Gély-Fort (1871-1951)             | Rad.        | Cultivateur, maire de Caramany (1912-1941)                                                                  |
| 1937                                     | 1940             | Georges Tolza (1904-1950)              | SFIO        | Employé de la cave coopérative d’Estagel puis secrétaire de mairie                                          |
| 1940                                     |                  |                                        |             | Les conseils d'arrondissement ont été suspendus par la loi du 12 octobre 1940 et n'ont jamais été réactivés |
| Les données manquantes sont à compléter. |                  |                                        |             | |

## Démographie
| 1962  | 1968  | 1975  | 1982  | 1990  | 1999  | 2006  | 2011  | 2012  |
| ----- | ----- | ----- | ----- | ----- | ----- | ----- | ----- | ----- |
| 5 980 | 5 846 | 5 089 | 4 987 | 4 771 | 4 843 | 5 074 | 5 213 | 5 200 |